# اثنان وخمسون الجديدة
اثنان وخمسون الجديدة كانت إعادة إطلاق وتحديث عام 2011 من قبل دي سي كومكس لخطها الكامل من سلسلة الكوميكس الشهيرة الشهرية. بعد انتهاء قصة التقاطع "فلاشبوينت"، ألغت دي سي جميع عناوينها الحالية وأطلقت 52 سلسلة جديدة في سبتمبر 2011. من بين السلاسل المعاد ترقيمها كانت أكشن كومكس وديتكتيف كومكس، اللتان احتفظتا برقميهما الأصليين منذ الثلاثينيات.
شمل إعادة الإطلاق تغييرات على تنسيق النشر؛ على سبيل المثال، بدأت الكوميكس المطبوعة والرقمية في الإصدار في نفس اليوم. اُصدرت عناوين جديدة لرفع عدد السلاسل الشهرية المستمرة إلى 52. كما اُجريت تغييرات مختلفة على عالم دي سي الخيالي لجذب قراء جدد، بما في ذلك التغييرات في الاستمرارية الداخلية لشركة دي سي لجعل الشخصيات أكثر حداثة وسهولة في الوصول إليها. بالإضافة إلى ذلك، اُدخلت شخصيات من وايلدستورم وفيرتجو في عالم دي سي.
انتهت العلامة التجارية اثنان وخمسون الجديدة بعد اكتمال قصة "التقارب" في مايو 2015، على الرغم من استمرار استمرارية اثنان وخمسون الجديدة. في يونيو 2015، تم إطلاق 24 عنوانًا جديدًا، إلى جانب 25 عنوانًا عائدًا، مع حصول العديد منها على فرق إبداعية جديدة. في فبراير 2016، أعلنت دي سي عن مبادرة الولادة الجديدة الخاصة بها مع إصدار عدد واحد من 80 صفحة في 25 مايو 2016، واستمرت حتى أواخر عام 2016.

## تاريخ المطبوعات

### الإطلاق والموجة الثانية

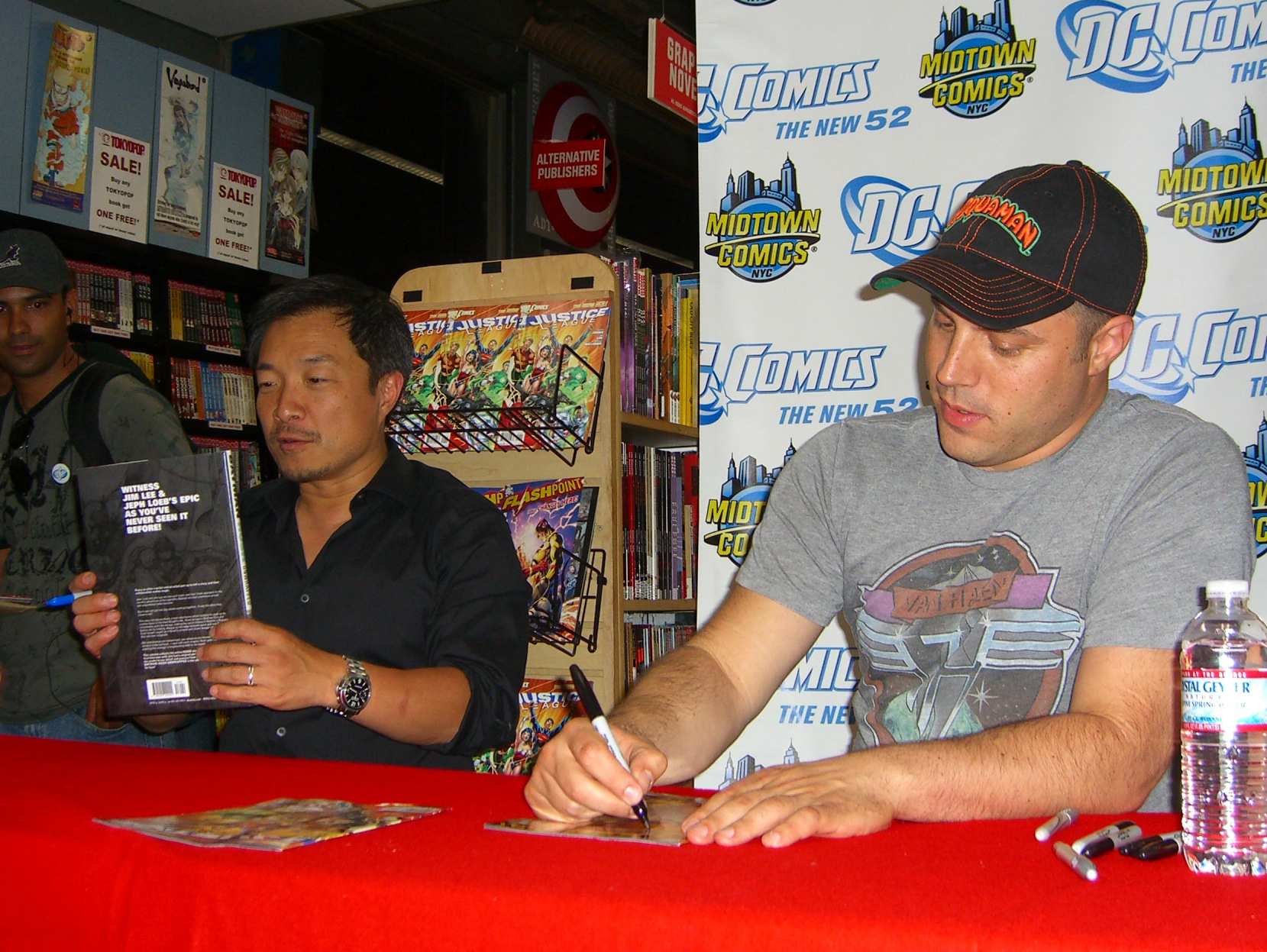
جيم لي وجيف جونز في أغسطس 31، 2011، منتصف الليل، حفل توقيع فلاشبوينت#5 وفرقة العدالة#1 في ميدتاون كوميكس تايمز سكوير

بعد انتهاء سلسلة "فلاشبوينت" المحدودة، ألغت دي سي وأعادت إطلاق جميع العناوين المنتمية لكون دي سي بأعداد جديدة رقم واحد. تتميز الاستمرارية الجديدة بأزياء وقصص خلفية جديدة لكثير من أبطال وأشرار دي سي القدامى. كشفت مقابلة مع محرر دي سي التنفيذي إدي بيرغانزا والمحرر الرئيسي بوب هاراس أن الاستمرارية الجديدة لا تشكل إعادة تشغيل كاملة لكون دي سي بل "إعادة تشغيل ناعمة". في حين خضع العديد من الشخصيات لإعادة تشغيل أو تجديد، بقي الكثير من تاريخ كون دي سي سليم. لا تزال العديد من القصص الرئيسية مثل "حرب الفوانيس الخضراء" و"باتمان: موت في العائلة" و"باتمان: النكتة القاتلة" جزءًا من الاستمرارية الجديدة، بينما فقد البعض الآخر جزئيًا أو كليًا. قام فريق التحرير في دي سي ببناء جدول زمني يفصل التاريخ الجديد وأي من القصص يجب الاحتفاظ بها أو تجاهلها.
في 31 أغسطس 2011، عقدت ميدتاون كوميكس تايمز سكوير حدثًا في منتصف الليل بدأت فيه بيع عدد فرقة العدالة#1 وفلاشبوينت#5. حضر توقيع الكتب كبير مسؤولي دي سي الإبداعيين جيف جونز، الذي كان كاتب كلا العنوانين، والناشر المشارك والكاتب/الفنان جيم لي، الذي رسم فرقة العدالة.
في 12 يناير 2012، أعلنت دي سي أنه بعد العدد الثامن، اُلغي بلاكهوك وهوك ودوف ورجال الحرب وميستر تيرفيك واوماك، وستاتيك شوك واستبدالهم بستة عناوين جديدة، والتي ستكشف المزيد عن كون دي سي الجديد 52. أطلق على العناوين الجديدة اسم الموجة الثانية: ديال اتش والأرض الثانية وجي اي كومبات ووورلدز فاينست والمدمرون وباتمان إنكوربوريشن، والتي كانت غائبة عن خط الألقاب الأولي لباتمان، وستواصل قصة جرانت موريسون من قبل الجديدة 52 التي تتضمن الصراع بين باتمان وتاليا الغول.

### "الشهر صفر" واستمرار تغيير العنوان
في 9 يونيو 2012، أعلنت دي سي أنه في سبتمبر 2012، الذكرى السنوية الأولى لإطلاق الجديدة 52، ستحصل جميع العناوين على إصدار صفري، يُطلق عليه اسم "شهر صفر". بالإضافة إلى ذلك، اُعلن عن الموجة الثالثة من العناوين: تالون وسيف السحر والغريب الشبح والفريق7. مع هذه الإضافات إلى السلسلة، اُلغيت لاين ورابطة العدالة الدولية والكابتن اتوم ورجل القيامة وفوودو.
في أكتوبر ونوفمبر 2012، أعلنت دي سي عن عناوين جديدة: العتبة، رابطة العدالة، كاتانا، رابطة العدالة الأمريكية فايب، وقسطنطين. نُشر العتبة في يناير 2013، وقسطنطين في مارس 2013، بينما نُشر الآخرين في فبراير 2013. قامت دي سي لاحقًا بتوحيد هذه العناوين الجديدة كموجة رابعة من 52 الجديدة. نتيجة لذلك، اُلغيت جي اي كومبات وفرانكشتاين عميل شيد. والمحتال وبلو بيتل والفيلق المفقود. نُشر "الرومانسية الشابة: 52 الجديدة حلقة خاصة بمناسبة عيد الحب#1" كعنوان الـ 52 في فبراير 2013.
في يناير 2013، أعلنت دي سي عن إلغاء "انا، مصاص دماء" و"دي سي يونيفرس تقدم" في أبريل 2013. للاحتفال بالذكرى الستين لمولد ألفريد إي نيومان، جالب حظ مجلة ماد، طلبت دي سي المتغيرات التي رسمها فنانو مجلة ماد لـ 13 عنوانًا نُشرو في أبريل 2013.
بدءًا من العناوين الصادرة في 28 يناير 2013، ظهرت جميع منشورات 52 الجديدة المطبوعة إعلانات للقناة الخيالية 52. تظهر النسخ الاحتياطية المكونة من صفحتين، بعنوان القناة 52، في جميع الكتب، بدءًا من فبراير 2013، وحلت محل ميزات "دي سي كوميكس: الوصول الكامل" السابقة. تتميز هذه الميزة الإخبارية ببيثاني سنو وأمبش بق وفارتوكس ورجل التقويم كمراسلين ومذيعين في برنامج الأخبار الخيالي داخل الكون. اُنشئ الفن بواسطة فريدي إي ويليامز الثاني. يجلب كل أسبوع محتوى جديدًا حول الأحداث الجارية أو المستقبلية في عالم دي سي. تظهر قناة 52 وبيثاني سنو في الموسم الثاني من السهم.
في 30 يناير 2013، أعلنت دي سي أن جميع العناوين الصادرة في أبريل 2013 ستكون "WTF Certified". سيتميز كل عنوان بغلاف مطوي وقصص وأحداث ستترك القراء في حالة صدمة، بما في ذلك عودة بوستر غولد. ومع ذلك، تخلت دي سي لاحقًا عن العلامة التجارية "WTF Certified" ولم تتميز بأي من كتب52 الجديدة. في فبراير 2013، اُعلن عن أن دي سي كومكس ستطلق كتابين جديدين متحيزين سياسياً كجزء من الموجة الخامسة: الفريق الأخضر: المراهقون الأثرياء والحركة. ستستكشف هذه المفاهيم المماثلة لحركة احتلوا والدور الذي يلعبه المال في عالم الأبطال الخارقين. اُعلن أيضًا عن موجة من الإلغاءات في مايو 2013، بما في ذلك: هوك مان المتوحش وغضب فايرستورم: الرجل النووي وسيف السحر والفريق 7 وديثستروك والمدمرون.
في مارس 2013، أعلنت دي سي أنها ستطلق أربعة عناوين جديدة في يونيو 2013، لتشكل بقية الموجة الخامسة: "سوبرمان بدون قيود" و"سوبرمان/باتمان" و"لارفليز" و"ثالوث الخطيئة: باندورا". في أبريل 2013، اُعلن عن إلغاء "باتمان إنكوربوريشن" في يوليو 2013. كما طلبت دي سي اثنين من نسخة المخرج الواحدة لكتاب "سوبرمان بدون قيود" وقصة "باتمان: سنة الصفر". في مايو 2013، اُعلن عن أن باتمان إنكوربوريشن النسخة الخاصة#1 ستُنشر لإنهاء هذ السلسلة في أغسطس 2013. طُلبت نسخة المخرج أخرى لقصة "حرب الثالوث"، إلى جانب إلغاء فرسان الشيطان وفيلق الأبطال الخارقين والعتبة ودايال اتش.

## المنشورات

### عناوين الطبعات
تنقسم عناوين الطبعات إلى سبع عائلات من العناوين، تدور حول شخصيات أو موضوعات مركزية. مع إصدار طلبات أكتوبر 2013، لم تعد دي سي تقوم بتجميع العناوين حسب هذه العائلات. بدلاً من ذلك، بدأوا بإصدار طلب واحد أكبر، بعنوان "مجموعة 52 الجديدة". ومع ذلك، لا تزال العناوين التي لم تشارك في حدث لهذا الشهر، مثل "شرير إلى الأبد"، مجمعة معًا في الطلب الأكبر تحت عناوين العائلات السابقة.
- "رابطة العدالة" - هذه العناوين تضم شخصيات مرتبطة برابطة العدالة.
- "باتمان" - هذه العناوين تضم باتمان وعائلة باتمان من الشخصيات.
- "سوبرمان" - هذه العناوين تضم سوبرمان وعائلة سوبرمان من الشخصيات.
- "الفانوس الأخضر" - هذه العناوين تضم أعضاء في فيلق الفانوس الأخضر وأفواج الفانوس الأخرى في الطيف العاطفي.
- "العدالة الشابة" - هذه العناوين تضم شخصيات مراهقة وفرق الأبطال الخارقين.
- "الحافة" - هذه عناوين ذات موضوعات حرب، خيال علمي، غرب، أو جريمة، وتشمل عناوين وشخصيات كانت تنتمي سابقًا إلى طبعات وايد ستروم.
- "الظلام" - هذه عناوين ذات موضوعات خارقة للطبيعة، خيالية ورعب، وتشمل عناوين وشخصيات كانت تنتمي سابقًا إلى طبعات فيرتيغو.[7]